# Белоглави лемур
Белоглави лемур (лат. Eulemur albifrons) је врста примата из породице лемура (Lemuridae). 

## Распрострањење
Ареал врсте је ограничен на једну државу – Мадагаскар.

## Станиште
Станиште врсте су кишне шуме од нивоа мора до 1.670 метара надморске висине.

## Угроженост
Ова врста се сматра рањивом у погледу угрожености врсте од изумирања.